# Flugplatz Les Eplatures

i7
i11
i13
Der Flugplatz Les Éplatures (französisch Aéroport Les Éplatures, ICAO-Code: LSGC) ist ein Regionalflughafen ohne Linienverkehr in der Schweiz. Er liegt im Stadtteil Les Éplatures von La Chaux-de-Fonds.

## Flugbetrieb

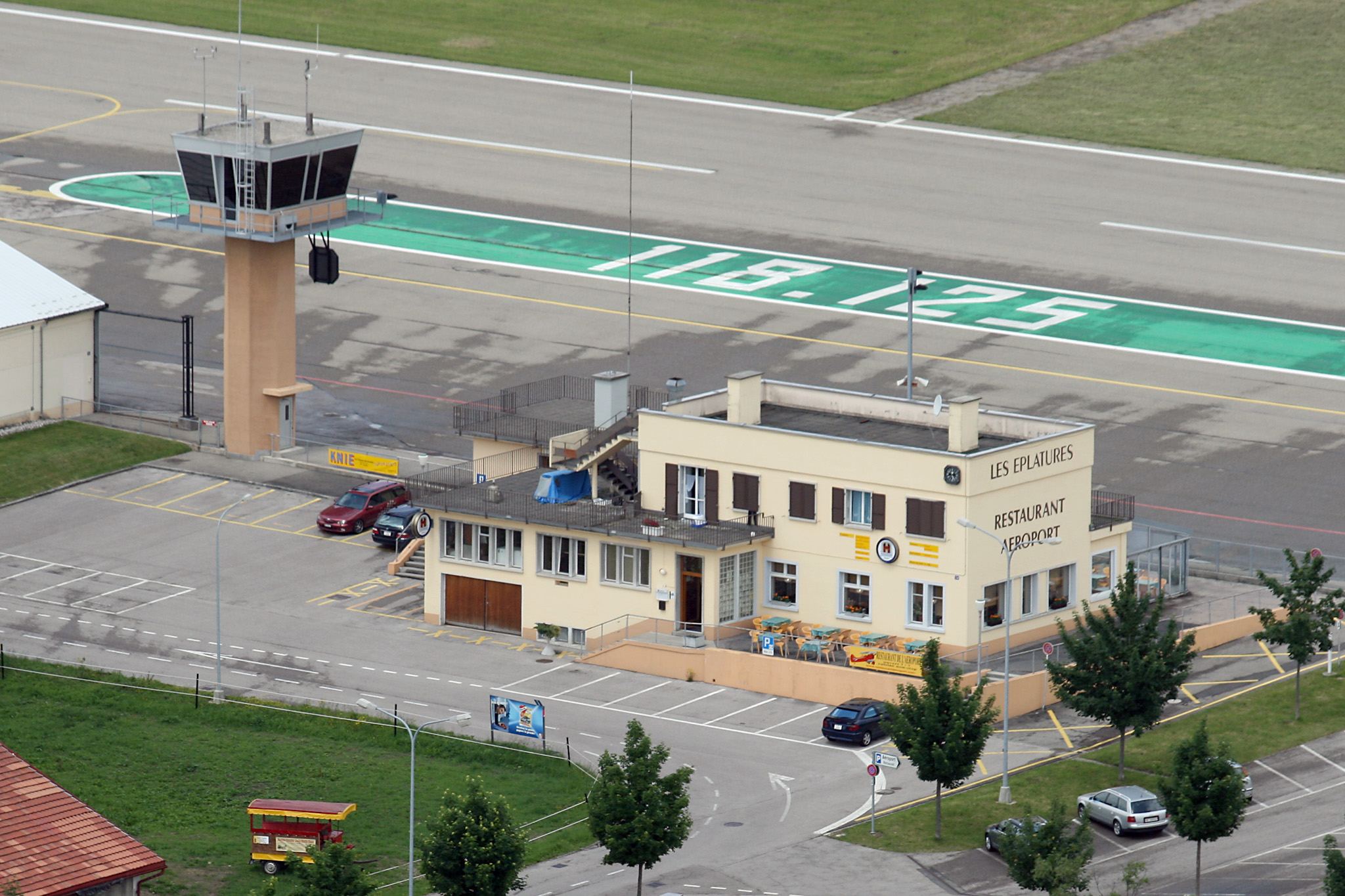
Tower und Flugplatzrestaurant (2007)

Der Flugplatz ist ganzjährig von 8 bis 20 Uhr geöffnet, verfügt über mehrere Hangars, hat eine Zollabfertigung und die Schengen-Zulassung. Er ist der höchstgelegene internationale Flugplatz Europas mit einem Instrumentenlandesystem und dient vorwiegend der Privat- und Geschäftsfliegerei sowie für Schulungsflüge.
Die Region im Neuenburger Jura ist ein bedeutender Standort der Uhrenindustrie und Mikroelektronik. Geschäftsflüge von Firmen im Einzugsgebiet in der Schweiz und im benachbarten Frankreich generieren etwa 35 % der Einnahmen des Flugplatzes. Charterflüge an Feriendestinationen werden in sehr geringem Ausmass durchgeführt.

## Geschichte
Ein erstes Flugmeeting auf der Wiese in Les Éplatures fand 1912 statt, 1916 folgte eine grössere Veranstaltung mit der Beteiligung der Armee. Im Juli 1927 wurde das erste Flughafengebäude in Betrieb genommen, und die erste Hartpiste mit einer Länge von 740 m folgte 1956 (1972 auf 845 m verlängert).
1986 wurde der Tower gebaut, die Piste komplett erneuert und mit einer Befeuerung ausgerüstet. Das Instrumentenlandesystem ging vier Jahre später in Betrieb. 1998 folgte der Bau von Rollwegen und die Verlängerung der Piste auf 1100 m, 2002 ein weiterer Ausbau auf 1165 m.
2021 wurde das neue Terminal fertig gestellt, damit wurde das ältere abgerissen und ersetzt. Direktor des Flugplatzes ist seit April 2020 Philippe Clapasson.